# Remarques philosophiques
 (janvier 2024).
Les Remarques philosophiques (en allemand : Philosophische Bemerkungen), est une œuvre de Ludwig Wittgenstein, non publiée de son vivant, écrite entre les années 1929 et 1930. Livre critique du Tractatus, il témoigne surtout de l'unicité de l'inspiration philosophique de Wittgenstein entre sa première et sa seconde philosophie. Les Remarques traitent ainsi principalement de mathématiques, d'épistémologie, et de langage.

## Histoire
C'est à partir de 1929 que Wittgenstein revient à Cambridge. La période qui suit ce retour, allant de 1929 à 1933, est qualifiée de "période de transition", car période des changements philosophiques majeurs entre sa première et sa seconde philosophie. Cette période de changement peut être qualifiée de "tournant grammatical". Cette expression, si elle s'oppose à celle de "tournant linguistique" signifie que Wittgenstein n'a plus pour but d'analyser ou d'expliquer le langage, mais juste de prendre celui-ci comme outil de description et éclairage : il est du rôle de la philosophie de dissoudre les "nodosités" de notre entendement. Il y a ainsi abandon de la recherche d'un langage primaire pour la recherche d'une grammaire claire.
Période critique envers le Tractatus, Wittgenstein sélectionnait ses remarques et les incorporait dans des manuscrits plus organisés. Ces manuscrits se cristalliseront dans deux ouvrages finaux : le Big Typescript (de), et les Remarques. Wittgenstein composa ainsi les Remarques à la hâte à partir de ces notes, afin d'obtenir sa bourse de recherche, entre début février 1929 et mi-juillet 1930. Ces mêmes manuscrits, Wittgenstein ne les avait ni divisé selon des chapitres, ni par numéros ; l'œuvre a été classé par Wittgenstein lui-même, mais beaucoup plus tardivement, et ceci dans un but de clarté.
G.E. Moore possédait un texte dactylographié que Wittgenstein lui avait donné en fin d'année 1930. C'est à partir de ce texte, remis à Rush Rhees après la mort de Wittgenstein, que le texte a été édité. Dans la version éditée des Remarques, Rush Rhees y ajoute deux appendices, considérés par l'éditeur comme révélateurs et éclairant le texte. Le premier est écrit par Wittgenstein lui-même entre 1929 et 1931, le second est extrait des notes sténographiques de F. Waismann du 30 décembre 1930 ; la préface, de la même manière, a été ajoutée à partir d'un carnet de notes,. Le livre, dans sa version finale, est ainsi composé de 22 chapitres et de deux appendices.

## Contenu

### Plan de l'ouvrage
Les Remarques restant à l'état de notes compilées et rassemblées, ordonnées par la suite, elles ne sont pas à prendre comme des chapitres qui traitent de choses absolument distinctes à chaque fois. La recension des matières introduite par Wittgenstein lui-même peut donner l'impression que le livre n'a pas de direction, ni de problématique simple ; mais de fait, c'est bien le cas — les Remarques ne traitent pas tous les problèmes sous une seule coupe, car il faut plutôt aborder le livre comme compilation de notes classées par thèmes que comme classées par direction d'analyse de ces mêmes problèmes. Par ailleurs, c'est peut-être pour cette même raison que les chapitres n'ont pas de titre : pour ne pas donner l'impression d'une univocité de l'analyse. Nous pouvons toutefois donner un aperçu de la structure du livre selon les thématiques générales abordées :
Les chapitres I à VIII concernent les problèmes relatifs au langage en tant que tel, dans ses implications et ses relations avec le monde. Respectivement, ils traitent du rapport entre le langage et la philosophie (chapitre I), de la proposition (chap. II), de la fonction du langage (chap. III), du langage comme système (chap. IV), du rapport entre phénomènes immédiats, langage et représentation (chap. V & chap. VII), de l'emploi du "Je" dans la proposition, et de l'individualité dans le langage. Le chapitre VIII concerne enfin la relation interne des objets coloriels, et du système propositionnel en général.
Les chapitres IV, VIII (en partie) et XXI (particulièrement celui-ci) traitent des couleurs : des couleurs dans un système de références et de coordonnées (chap. IV), des couleurs dans une même gamme, celle-ci qui révèle une syntaxe propositionnelle inhérente aux couleurs même (chap. VIII), des couleurs comme phénomènes simples grammaticaux (chap. XXII).
Le chapitre IX parle de la proposition qui porte sur la généralité et de sa forme ; l'examen se fait sur le champ visuel.
Les chapitres X à XIX traitent en tout de mathématiques. Cette partie des Remarques parle dans l'ordre : du rapport entre le nombre et le concept (chap. X), de la généralisation en mathématiques (chap. XI), du concept de l'infini (chap. XII), de la preuve en mathématiques (chap. XIII), de la loi d'associativité et de l'induction (chap. XIV), du système numérique et de la théorie des ensembles (chap. XV), du rapport entre géométrie et objets de l'espace (chap. XVI), des nombres irrationnels (chap. XVII), du nombre rationnel (chap. XVIII), de la négation en mathématiques (chap. XIX).
Le chapitre XX développe sur le rapport entre concepts et expérience immédiate, se concentrant particulièrement sur l'espace visuel et sa mesure.
Le chapitre XXII examine en particulier les propositions hypothétiques, la possibilité à partir de celle-ci et l'attente dans une loi.
Le premier appendice concerne le concept d'infini et la question du rapport entre le fait et la complexité de celui-ci ; le second, celui du système propositionnel (Satzsystem), sa mesure, et du principe de non-contradiction (appendice en lien avec le chap. XVIII).

### Langage
Dans les Remarques, Wittgenstein se rend compte que les propositions élémentaires ne peuvent être indépendantes. En effet dans le Tractatus, le monde se décompose en faits indépendants les uns des autres ; dans les Remarques, Wittgenstein note que ce qui est comparé avec la réalité n'est jamais une seule proposition, élémentaire et indépendante des autres propositions, mais un "système propositionnel" (Satzsystem) ; c'est-à-dire qu'il y a des relations logiques sans qu'il n'y ait d'élément vérifonctionnel. Ainsi, plutôt que de se figurer la comparaison de la proposition à la réalité comme on comparerait des images individuelles à celle-ci, il est plus juste de se la figurer comme des graduations d'une règle ; la proposition est comparée à la réalité en groupe. Wittgenstein rejette ainsi la doctrine de l'atomisme logique qu'il soutenait auparavant ; de là, les thèses du Tractatus que la logique repose sur la bipolarité fondamentale des propositions élémentaires,, ou qu'il y a une forme propositionnelle unique s'effondrent.
C'est alors un nouveau type de nécessité rationnelle qui est identifiée. Ces nécessités sont dites "grammaticales", et parfois "syntaxiques". C'est notamment sous cette forme grammaticale que se rangent les concepts de "nombre", de "son" ou de "couleur" ; ce ne sont pas des concepts simplement empiriques, mais des catégories formelles, où chaque objet conceptuel est rangé sous la même catégorie par sa valeur ; de fait, les signifiés qui sont rangés sous le groupe de couleur, par exemple, peuvent prendre les mêmes places et tenir les mêmes rôles en s'excluant sous le même rapport propositionnel.
« Quand l'enfant apprend "bleu est une couleur, rouge est une couleur, vert, jaune, tout cela sont des couleurs", il n'apprend rien de neuf sur les couleurs, mais il apprend la signification d'une variable dans des propositions comme "l'image a des belles couleurs", etc. Une proposition de ce genre donne à l'enfant les valeurs d'une variable. »
Ces groupes sont alors des variables, qui ne peuvent avoir qu'une détermination à la fois. Un son ne peut être à la fois do et mi, une longueur à la fois 4 mètres et 7 kilomètres, une tâche à la fois verte et rouge :
« 84. [...] La vérité est que deux déterminations de la même espèce (coordonnées) sont impossibles. [...]

86. La syntaxe interdit une construction comme "A est verte et A est rouge". (On a au premier abord le sentiment qu'il y a là injustice à l'égard de cette proposition ; comme si cette interdiction la dépouillait partiellement de se droits de proposition), mais, pour "A est vert", la proposition "A est rouge" n'est pour ainsi dire pas une autre proposition - et c'est là proprement ce que maintient la syntaxe - mais une autre forme de la même proposition. »
Wittgenstein illustre son idée en juxtaposant quatre curseurs, qui donnent à chacun d'entre eux une valeur numérique - valeur numérique associée à des valeurs spatiales, colorielles, ou de grandeur selon le genre même de la variable :
« Cela donnerait par exemple l'indication qu'un cercle coloré de couleur... et de rayon... se trouve en un lieu... »
Ainsi, selon João Vergílio Gallerani Cuter et Bento Prado Neto, les curseurs désignent respectivement :
1. (r) = La taille du rayon du cercle coloré.
2. (a) = La position du cercle dans l'espace.
3. (b) = La position de l'observateur dans l'espace.
4. (F) = La couleur du cercle.

La proposition formelle serait alors : "(r, (a, b), F)", où le couple (a,b) désignerait la position du cercle dans le champ visuel de l'observateur indépendamment de sa taille (= le centre), (r) la taille du cercle, et (F) la couleur du même cercle. La synthèse de toutes ces données donnerait exactement un énoncé de ce genre : "Il y a un cercle bleu, de 15cm, positionné de telle manière dans mon champ visuel" ; « On pourrait penser aux signaux dans un bateau : "Stop", "En avant toute", etc. » ajoute Wittgenstein.
Ainsi, Wittgenstein n'abandonne pas l'idée que les propositions élémentaires comportent des éléments d'ordre phénoménal, mais simplement que celles-ci ne peuvent être indépendantes les unes des autres. Avec l'abandon de la doctrine atomiste, Wittgenstein soutient que le concept même de proposition élémentaire n'a plus de sens, ou du moins, "perd sa signification antérieure", comme il le dit à la remarque 83. La proposition élémentaire ne peut alors que décrire celle de l'expérience immédiate, de sense datum, comme l'entendait Russell ; l'élémentarité sémantique est alors réductible à l'élémentarité épistémique.

#### Vérificationisme
Wittgenstein pendant sa période de transition adopte un vérificationisme complet : la vérification donne en totalité le sens d'une proposition :
« Chaque proposition est la directive d'une vérification».
Il y a trois types de propositions, toutes différentes relativement à la manière dont elles sont vérifiées :
1. La proposition authentique. Elle peut être vérifiée ou réfutée en comparaison avec la réalité, du fait qu'elle renvoie au phénomène. Une proposition authentique serait par exemple : "il me semble qu'il y a un siège devant moi". Cette proposition est vraie ou fausse ; elle est entièrement accessible au sense data[DW 8].
2. La proposition hypothétique. Elle n'est pas comme la première car elle n'est que plus ou moins probable ; le sens accordé à cette proposition est alors variable, mais toujours rapporté à la réalité. Cette proposition serait, par exemple, une proposition du type : "voilà un siège !", alors que la monstration ne pointe qu'une facette de l'objet - facette qui laisse deviner un siège, bien que rien n'est entièrement certain. Dans le cas où cette proposition n'est plus du tout rapportée à la réalité, alors il est question de non-sens[Rem 13]. Cette proposition est considérée comme loi[Rem 14], car elle sert à construire la proposition authentique[DW 8].
3. La proposition mathématique. Le sens de la proposition mathématique est engagé par la preuve de cette même proposition[DW 9]. Elle ne peut être vérifiée, puisqu'elle ne s'accorde ni ne diverge de la réalité[DW 10].

Avec la projection du langage à l’immédiateté du phénomène, notamment le langage du premier et deuxième type de proposition, le monde n'est plus celui du Tractatus, statique, mais "en écoulement" peut-il dire au point 48 ; les propositions ne peuvent ainsi être vérifiées que dans le "présent".

Il faut se garder de penser que le "présent" auquel fait référence Wittgenstein est le présent s'opposant au passé et au futur, celui compris comme "physique", invalidant les expériences du passé ou d'un futur, mais le présent en tant qu'il est immédiat, de l'expérience vécue : l'expérience de la mémoire ou celle de la préformation des phénomènes futurs est en ce sens bien présente. Wittgenstein prend par ailleurs une métaphore pour illustrer cette idée : celle d'un film qui se déroulerait sous nos yeux :
« 51. Si je compare les faits de l'expérience immédiate avec les images qui apparaissent sur l'écran et les faits de la physique avec les images impressionnées sur le film, il y a sur le film une image présente et des images passées et futures; mais sur l'écran il n'y a que le présent.

Une caractéristique de cette métaphore, c'est que j'y vois le futur comme préformé».
Dès lors, il n'y a pas d'expérience ou d'image du passé, au sens physique, mais il y a image de ce passé là en tant qu'il est actuel, représenté dans l'immédiat. Temps vécu et temps de l'expérience immédiate ne doivent alors pas être confondu ; l'image qui s'oppose à l'image passée et future - image ponctuelle -, est d'un tout autre sens que l'image qu'on qualifierait de présente sur l'écran :
« Le présent dont nous parlons ici n'est pas l'image du film qui se trouve juste maintenant cadrée dans l'objectif du projecteur, en opposition aux images qui la précèdent ou la suivent, qui n'ont pas encore ou ont déjà été là ; mais il est l'image qui s'inscrit sur l'écran, image que l'on n'aurait aucun droit d'appeler présente parce que dans ce cas "présent" n'est pas employé par opposition à passé et futur. C'est donc un adjectif sans référence ».
D'où l'idée des Remarques que le monde coule, car le monde des données, des phénomènes, est incessamment en mouvement,; il ne coule pas au sens où ça serait son essence de couler, car l'essence du monde ne peut s'exprimer, mais au sens où le système propositionnel fait mesure-étalon du phénomène. De ce fait là, le langage s'applique au monde : il s'appose.
Wittgenstein semble ainsi remplacer sa théorie de l'image du Tractatus par une théorie qui pourrait se nommer "théorie du film", ou "théorie de l'image-mouvement" ; théorie, nous le voyons, qui garde les aspects essentiels d'une théorie de la vérité-correspondance, sans pour autant assumer un langage phénoménologique découvert et accessible.

#### Phénoménologie
De fait, Wittgenstein, à ce moment-là vérificationniste, acceptait toujours l'idée d'un langage primaire, phénoménologique, subordonnant le langage ordinaire, bien que caché ; le langage ne pouvant que se référer au monde, il ne peut être de langage qui ne re-présente ce monde - la division dire/montrer étant toujours présupposée par Wittgenstein à ce moment.

Wittgenstein parle en fait de deux langages qui s'excluent. Le premier est phénoménal, le second est physique, ordinaire. Celui-ci s’appuie sur le premier pour "construire" ses théories. Wittgenstein dénonce par ailleurs le fait d'appliquer le langage ordinaire au donné de l'immédiat : 
« Les pires erreurs philosophiques apparaissent toujours lorsque l'on veut appliquer notre langage ordinaire - physique - au domaine du donné de l'immédiat. [...] 

Toutes nos formes de discours sont issues du langage physique normal et ne sont pas à employer en théorie de la connaissance ou en phénoménologie, à moins de jeter un éclairage faux sur l'objet. » 
Cette même conception de la proposition élémentaire et d'un langage phénoménologique sera rejetée plus tard par la critique de la possibilité d'un langage privé et par celle de la conception augustinienne du langage.

##### Couleurs
L'une des analyses les plus fameuses de ce que peut être un système propositionnel peut être donnée avec l'analyse grammaticale des couleurs. Les couleurs, en effet, concernent déjà Wittgenstein en ce qu'elles sont déjà analysées par le Tractatus. La période qui suit est remarquable en ceci qu'il initie une réflexion sur les couleurs en tant que phénomènes ; cette réflexion sur la grammaire des couleurs aboutira ensuite dans le livre des Remarques sur les couleurs, écrit entre 1950 et 1951.
En effet, dans les chapitres IV, VIII et XXI des Remarques, Wittgenstein élabore une théorie grammaticale des couleurs, critiquant celle mise en œuvre dans le Tractatus. Ce dernier livre statuait trois choses sur les couleurs :
1. Il existe des relations internes entre les couleurs ; relations qui sont nécessaires, comme le fait que le blanc est plus clair que le noir[TLP 3].
2. Chaque objet visible est dans un "espace des couleurs" ; chaque objet visible doit donc avoir une certaine couleur, au même titre qu'il doit être dans une certaine position spatio-temporelle[TLP 4], cela fait partie de sa forme[TLP 5].
3. Attribuer des couleurs différentes à un point du champ visuel n'est pas possible. Si A est rouge, alors il ne peut pas être vert (ou jaune, rose, etc.)[TLP 6].

Toutefois le troisième point semble contredire les points 4.211, 5 et 6.375 en ce qu'il montre que toute nécessité n'est pas forcément que dans des liens logiques vérifonctionnels. Wittgenstein, malgré l'analyse qu'il fait de ce problème apparent dans le point 6.3751, ne fait que reculer la tension en ce que la proposition qui suit est toujours exclusive, car elle affirme que des spécifications appartenant à une même gamme continue, ici d'ordre physique et spatiale, s'excluent réciproquement. Chose que Ramsey avait déjà décelée dans The foundations of mathematics:
« It is a principle of Mr Wittgenstein's, and, if true, is a very important discovery, that every genuine proposition asserts something possible, but not necessary. This follows from his account of a proposition as the expression of agreement and disagreement with truth-possibilities of independent elementary propositions, so that the only necessity is that of tautology, the only impossibility that of contradiction. There is great difficulty in holding this; for Mr Wittgenstein admits that a point in the visual field cannot be both red and blue; and, indeed, otherwise, since he thinks induction has no logical basis, we should have no reason for thinking that we may not come upon a visual point which is both red and blue. Hence he says that 'This is both red and blue' is a contradiction. This implies that the apparently simple concepts red, blue (supposing us to mean by those words absolutely specific shades) are really complex and formally incompatible. He tries to show how this may be, by analyzing them in terms of vibrations. But even supposing that the physicist thus provides an analysis of what we mean by 'red', Mr Wittgenstein is only reducing the difficulty to that of the necessary properties of space, time, and matter or the ether.  He explicitly makes it depend on the impossibility of a particle being in two places at the same time. These necessary properties of space and time are hardly capable of a further reduction of this kind. For example, considering between in point of time as regards my experiences;  if B is between A and D, and C between B and D, then C must be between A and D;  but it is hard to see how this can be a formal tautology. »
L'exclusion manifeste des couleurs est l'un des éléments qui conduit alors Wittgenstein à nier la possibilité de propositions élémentaires indépendantes. Dire par exemple de A qu'il est vert, c'est exclure la possibilité qu'il soit rouge, mais pas par une nécessité, mais par exclusion logique. De fait, les propositions qui comprennent en elles un concept renvoyant à une couleur sont des propositions de degré, qui renvoient à l'idée d'une gamme. "La chose ne peut être à la fois rouge et verte" est ainsi une proposition grammaticale : les propositions du type "il y a un rouge verdâtre" sont insensées, non pas du fait d'une nature analytique, empirique, synthétique a priori ou renvoyant à la psychologie et la structure de l'esprit, mais parce qu'elles n'obéissent pas à la même règle au principe d'une proposition du type "cette chose est rouge et entièrement rouge".

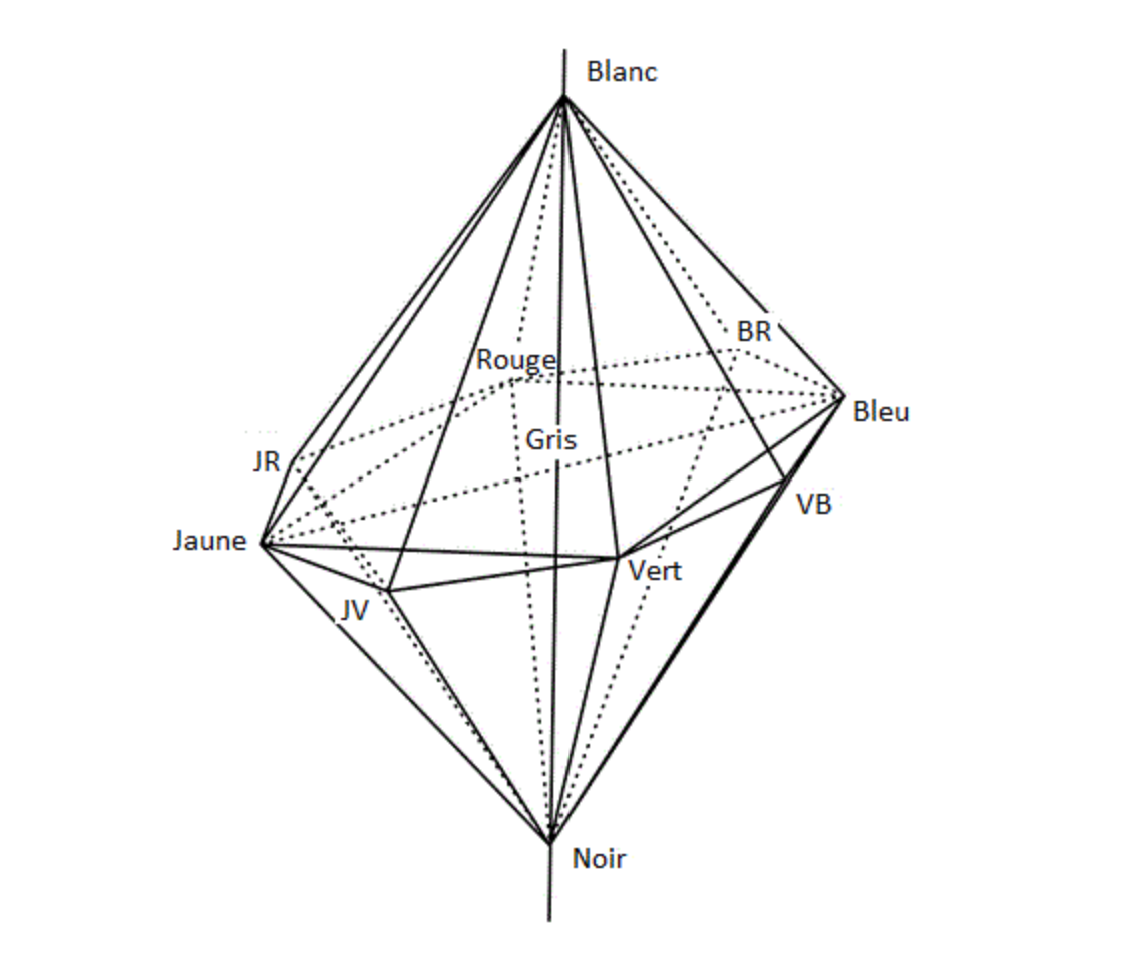
Polyèdre des couleurs chez Wittgenstein

En reprenant l'idée d'un polyèdre des couleurs d'Höfler, et à partir de cette exclusion réciproque des couleurs peut être illustré un cône double, plus exactement une dipyramide octogonale, où chaque couleur est intermédiaire d'autres couleurs : toutes les couleurs sont dans l'axe noir/blanc, gris est un mélange de ces deux couleurs ; mais bleu par exemple ne peut avoir au jaune d'intermédiaire que le vert ou le rouge, de même qu'il est impossible de penser un bleu-jaune, car simplement non-sens grammatical. Les couleurs sont dites intermédiaires en ce qu'elles tirent ou tendent les unes sur les autres, qu'elles sont plus "proches" que de la couleur qu'elles excluent ; ces intermédiaires ne sont pas cependant des points, au sens où par exemple il y aurait un milieu entre orange et rouge.
Ces systèmes d’exclusion réciproque entre les couleurs donnent à voir des espaces logiques de possibilités. Vert, par exemple, est une autre graduation que rouge sur une même règle ; mais la longueur d'une ligne ne fais pas partie de la même règle que celle des couleurs. Ainsi, un point peut, par exemple être noir ou rouge, mais il ne peut être une ligne. Ces espaces logiques de possibilités, en effet, ne peuvent être actualisés que par quelque chose lié à leur genre même, de manière interne - le genre coloriel étant différent de celui géométrique,.

##### LeJe
La question du Sujet reste, pour Wittgenstein, une notion centrale. En effet, la notion est déjà traitée dans les Carnets, par exemple dans les notes 23.5.15 ou 19.11.16, ainsi que dans le Tractatus, notamment dans les aphorismes 5.5421, 5.631, 5.633, 5.641 :
« 23.5.15
J'ai depuis longtemps conscience que je pourrais écrire un livre intitulé : "Le monde tel que je l'ai trouvé". [...] 
 Dans mon livre "Le monde tel que je l'ai trouvé", je devrais rendre compte de mon corps, et dire quels membres obéissent à ma volonté, etc. C'est là en effet une méthode pour isoler le sujet, ou plutôt pour montrer qu'en un sens important il n'y a pas de sujet. Car il est la seule chose dont il ne saurait être question dans ce livre. »
« 19.11.16
Sur quel genre d'hypothèse repose l'hypothèse d'un sujet de la volonté ? 
 Et mon monde ne suffit-il pas à l'individuation ? »
« 5.632 - Le sujet n'appartient pas au monde, mais il est une frontière du monde. »
Wittgenstein reprend Lichtenberg sur la question du pronom personnel, : nous ne devrions pas dire "je pense", ou j'ai l'impression", mais "il y a de la pensée" ou "il y a de la pensée, de la même manière que nous pourrions dire "il y a du vent", ou "il y a une pomme sur telle table".
Wittgenstein imagine alors une "tyrannie orientale", ou le pronom personnel est simplement éliminé. Dans cette tyrannie, ce qui est remarquable c'est que tout le monde peut être pris comme centre. Ce langage là est de nature solipsiste : utiliser le "je", c'est alors manifester un non-solipsisme.
Wittgenstein reviendra par ailleurs sur ce thème dans le Cahier bleu.

#### Circularité, paradoxe et antinomie
En restant fidèle à sa thèse sur la circularité du Tractatus selon laquelle "aucune proposition ne peut rien dire à son propre sujet", Wittgenstein note dans les Remarques, de la même manière, que l'énoncé "Cette proposition est fausse" est un non-sens, puisqu'elle suppose le fait qu'un énoncé puisse parler de son contenu sans qu'il y doive y avoir autoréférentialité :
« 171. [...] On pourrait évoquer le paradoxe du Crétois en écrivant la proposition : "Cette proposition est fausse." - Le pronom démonstratif joue le rôle de "je" dans "je mens". L'erreur fondamentale, comme dans l'ancienne philosophie de la logique, réside en ceci que l'on suppose qu'un mot pourrait pour ainsi dire faire allusion à son objet (l'évoquer de loin), sans avoir à en être le représentant. »
Wittgenstein développe la même réponse au même paradoxe dans ses Fiches,.

Aux antinomies en tout genre sont réservées les analyses sémantiques. En effet, Wittgenstein fait remonter l'origine des antinomies, non pas aux contradictions logiques, ni même dans le calcul, mais seulement dans le flou du langage ordinaire. Pour résoudre les antinomies, il ne faut alors pas chercher d'autres preuves, mais simplement faire une analyse conceptuelle :
« Ce sont surtout les antinomies qui ont donné le coup d'envoi aux préoccupations actuelles concernant la non-contradiction. Or il faut dire que ces antinomies n'ont absolument rien à voir avec la non-contradiction en mathématique, qu'il n'y a aucune connexion. En effet, les antinomies ne sont pas du tout apparues dans le calcul, mais dans la langue ordinaire de tous les jours , et cela parce qu'on emploie les mots de façon ambiguë. C'est pourquoi la solution des antinomies consiste à remplacer la façon confuse de s'exprimer par une façon précise de s'exprimer (en se remettant à l'esprit la signification propre des mots). 
Donc c'est une analyse qui fait disparaître les antinomies, non une preuve. »
Alain Séguy-Duclot rapproche cette approche wittgensteinienne générale des antinomies à la solution de Peano au Paradoxe de Richard.

### Mathématiques

#### Des nombres
Dans les Remarques, comme dans le Tractatus, Wittgenstein rejette les thèses selon lesquelles les nombres se réduisent aux chiffres, ou celle opposée de considérer ceux-ci comme des objets abstraits auxquels les chiffres sont représentations. Pour Wittgenstein, en effet, les nombres se réduisent à la signification des chiffres, certes, mais la signification des chiffres a pour condition les règles de l'usage de ces mêmes chiffres :
« J'entends : les nombres sont ce que dans mon langage je re-présente par les schémas numériques. 
 Ce qui pour moi revient pour ainsi dire à prendre comme ce qui m'est connu les schémas numériques du langage et à dire : les nombres sont ce que ces schémas re-présentent.
(Au lieu d'une définition du nombre, il ne s'agit que d'une grammaire des noms de nombres)
Cela correspond à ce que j'entendais naguère lorsque je disais : C'est avec le calcul que les nombres font leur entrée dans la logique. »
Wittgenstein refuse de considérer un nombre réel comme une extension, mais au contraire, il produit des extensions.

#### Infini
Pourtant Wittgenstein ne reprend pas toutes ses thèses tractatuséennes sur le nombre, notamment celle de l'introduction de "l'idée de nombre par la forme générale de l'opération". Comme Poincaré, Wittgenstein rejette ainsi l'idée d'infini actuel, puisque la suite des entiers n'est pas sans fin du fait d'une totalité, mais du fait de la possibilité de la répétition de l'opération "+1" ; de ce fait-ci, Wittgenstein, admet que l'impossibilité de prendre en compte la totalité infinie des nombres ne tient pas d'une impossibilité biologique ou psychologique de l'être humain, qui tiendrait du travail de l'épistémologue, mais d'une impossibilité logique :
« 124. Ce n'est pas seulement, disons "pour nous autres, hommes" qu'il est impossible d'appréhender successivement tous les nombres ; non, c'est impossible, cela ne veut rien dire. »
De là, aussi découle le fait, non pas qu'il y ait des classes infinies, mais le fait que la différence entre celles finies et infinies n'est pas une différence de taille, mais une différence de l'énumération : les classes finies peuvent être énumérées, là où les infinies ne se réduisent juste qu'à une opération illimitée :
« 125. [...] Que l'existence des objets du concept logique soit d'emblée donnée avec lui (1,ξ,ξ+1), cela montre qu'il les détermine. 
Ce qu'il y a de fondamental c'est la répétition d'une opération. Chaque moment de cette répétition a son individualité.
Mais ce n'est pas que par l'opération je progresse d'une individualité une autre. De telle sorte que l'opération serait le moyen de passer de l'une à l'autre. Comme un véhicule s'arrêtant à chaque nombre que l'on peut alors examiner. Non. L'opération +1, répétée trois fois, produit et est le nombre 3. »
L'infini est ainsi propriété d'une possibilité ou d'une forme. Propriété interne qui est reconnaissable dans n'importe quel instant du temps - c'est dire que chaque instant du temps contient en lui toutes les possibilités futures de manière illimitée - cela n'a rien à voir avec la dimension ou la longueur. Évidemment, il suit de cette thèse que la différence entre le fini, le transfini et l'infini n'est pas une différence de simple grandeur :
« 174. [...] Si l'on dit : "L'ensemble de tous les nombres transcendants est plus grand que celui des nombres algébriques", c'est un non-sens - cet ensemble est d'une autre nature. Ce n'est pas qu'il "ne soit plus" dénombrable, mais il n'est simplement pas dénombrable! »
Cette critique de l'infini actuel mène alors Wittgenstein à nier la théorie des ensembles, qu'il juge "fausse", car bâtie sur le "non-sens".

## Extraits
La préface du livre se pose comme telle :

« Ce livre est écrit pour qui est disposé à recevoir avec faveur l'esprit qui l'anime. C'est un esprit autre que celui du large courant de la civilisation européenne et américaine au sein duquel nous nous trouvons tous. Celui-ci s'extériorise en un progrès, en une construction de structures toujours plus étendues et plus compliquées ; celui-là, l'autre, dans un effort pour clarifier et percer à jour toutes structures. Celui-ci veut appréhender le monde par sa périphérie diversité ; celui-là en son centre — son essence. De là vient que celui-ci agence construction après construction pour les ajouter à la série des constructions, de là vient qu'il pousse toujours plus loin, comme de degré en degré, tandis que celui-là reste là où il est et met sa volonté à appréhender toujours la même chose.
J'aimerais dire que « ce livre a été écrit à la gloire de Dieu », mais le dire serait aujourd'hui une escroquerie, entendons : ce ne saurait être compris de façon correcte. Cela veut dire que ce livre a été écrit de bonne volonté, et tout ce qui en lui n'aurait pas été écrit avec cette bonne volonté, qui proviendrait donc de la vanité, etc., l'auteur aimerait le savoir condamné. Il ne lui est pas possible de rendre ce livre plus pur de ces ingrédients qu'il ne l'est lui-même.
Novembre 1930 ».
Sur le rapport entre le langage et le monde, Wittgenstein préserve l'idée anti-métaphysique d'un monde dont l'essence n'est pas dicibile, mais restreint la description de ce monde aux seules choses phénoménales. Celles-ci ne peuvent être que données, immédiates. Le chapitre V pose alors le monde comme flux des phénomènes :
« Voilà ce que je voulais dire : il est remarquable que ceux qui n'attribuent de réalité qu'aux choses, non à nos représentations, se meuvent de façon aussi naturelle dans le monde de la représentation et n'en sortent jamais pour voir du dehors de celui-ci. C'est dire à quel point le donné va de soi. [...] 48. Si le monde des données est intemporel, comment peut-on même en parler ? Le courant de la vie, ou le courant du monde, coule et nos propositions, pour ainsi dire, ne se vérifient que dans l'instant. Nos propositions ne sont vérifiées que par le présent. [...]

51. Si je compare les faits de l'expérience immédiate avec les images qui apparaissent sur l'écran et les faits de la physique avec les images impressionnées sur le film, il y a sur le film une image présente et des images passées et futures; mais sur l'écran il n'y a que le présent. [...] L'essence du langage, elle, est une image de l'essence du monde; et la philosophie, en tant que gérante de la grammaire, peut effectivement saisir l'essence du monde, non sans doute dans des propositions du langage, mais dans des règles de ce langage qui excluent les combinaisons de signes faisant non-sens. Si l'on dit que seule l’expérience présente a de la réalité, le mot « présente » est déjà forcément superflu, comme, dans d'autres combinaisons, le mot « je ». Car il ne peut vouloir dire présent en opposition à passé ou futur. Il faut donc que quelque chose d'autre soit désigné en esprit par ce mot, quelque chose qui n'est pas dans un espace, mais qui est de soi-même un espace. C'est-à-dire qui ne soit pas limitrophe d'autre chose (donc à partir de quoi on pourrait le délimiter). Donc quelque chose que le langage ne peut à aucun titre évoquer. Le présent dont nous parlons ici n'est pas l'image du film qui se trouve juste maintenant cadrée dans l'objectif du projecteur, en opposition aux images qui la précèdent ou la suivent, qui n'ont pas encore ou ont déjà été là ; mais il est l'image qui s'inscrit sur l'écran, image que l'on n'aurait aucun droit d'appeler présente parce que dans ce cas « présent » n'est pas employé par opposition à passé et futur. [...] « Réalisme », « idéalisme », etc. sont déjà, d'emblée, des noms métaphysiques. Autrement dit, ils indiquent que leurs tenants croient pouvoir énoncer quelque chose de déterminé quant à l'essence du monde».

Déjà, avant le Cahier bleu et les Investigations philosophiques, Wittgenstein remettait en question l'idée d'un langage privé :
« 58. On pourrait adopter la re-présentation suivante : Si moi, L. W., j’ai mal aux dents, cela s’exprimera par la proposition : « Il y a mal aux dents. » Le cas se produit-il qui s’exprime par la proposition « A a mal aux dents », on dira « A se comporte comme L. W. quand il y a mal aux dents ». De façon analogue on dira « Cela pense » et « A se comporte comme L. W. quand cela pense ». (On pourrait imaginer une tyrannie orientale dans laquelle le langage est ainsi constitué que le tyran est le centre de celui-ci et que son nom se trouve à la place de L. W.) Il est clair que cette façon de s’exprimer, en ce qui touche à son univocité et à sa compréhensibilité, est de valeur égale à la nôtre. Mais il est tout aussi clair que ce langage peut avoir comme centre n’importe qui. [...]

58. « J'ai mal ». Dans le cas où c'est moi qui fais usage de cette proposition, c'est là un signe d'un tout autre genre que ce qu'il est pour moi dans la bouche d'autrui ; et cela parce que, dans la bouche d'autrui, il est dénué de signification pour moi aussi longtemps que je ne sais pas quelle bouche l'a proféré. Le signe propositionnel, dans ce cas, ne consiste pas seulement dans le son, mais encore dans le fait que c'est cette bouche qui émet ce son. Alors que dans le cas où c'est moi qui le dis ou le pense, le signe se réduit au son».
Le chapitre XXI traite essentiellement des couleurs et de l'espace logique des possibilités relatif à l'espace coloriel :
« 218. A ce qu'il semble, il y a des couleurs simples. Simplement en tant que manifestations psychologiques. Ce qu'il me faut, c'est une théorie psychologique des couleurs, ou plutôt une théorie phénoménologique, non une théorie physique, et tout aussi peu une théorie physiologique. [...]

Si l'on re-présente les couleurs par un cône double au lieu d'un octaèdre, tout ce qu'on voit sur le cercle selon lequel se répartissent les couleurs n'est qu'intermédiaire ; rouge y apparaît entre rouge-bleu et orange dans le même sens où rouge-bleu apparaît entre bleu et rouge. Et si c'est là vraiment tout ce qu'on peut dire, alors la re-présentation des couleurs selon un cône double, ou au moins selon une pyramide double à 8 côtés nous suffit bien».